# Гипсизигус шахматный
Hypsizygus tessulatus (лат.) — гриб, произрастающий в Восточной Азии. Также выращивается в умеренном климате в Европе, Северной Америке, Австралии и продаётся в свежем виде. В природе растёт на деревьях.
Известны две разновидности:
- Buna-shimeji (Гипсизигус шахматный) c коричневыми плодовыми телами;
- Bunapi-shimeji (ja:ブナピー) c белыми плодовыми телами.

## Приготовление
У плодовых тел горьковатый вкус, который полностью уходит при приготовлении. Готовый гриб имеет слегка хрустящую структуру и ореховый вкус.

## Галерея

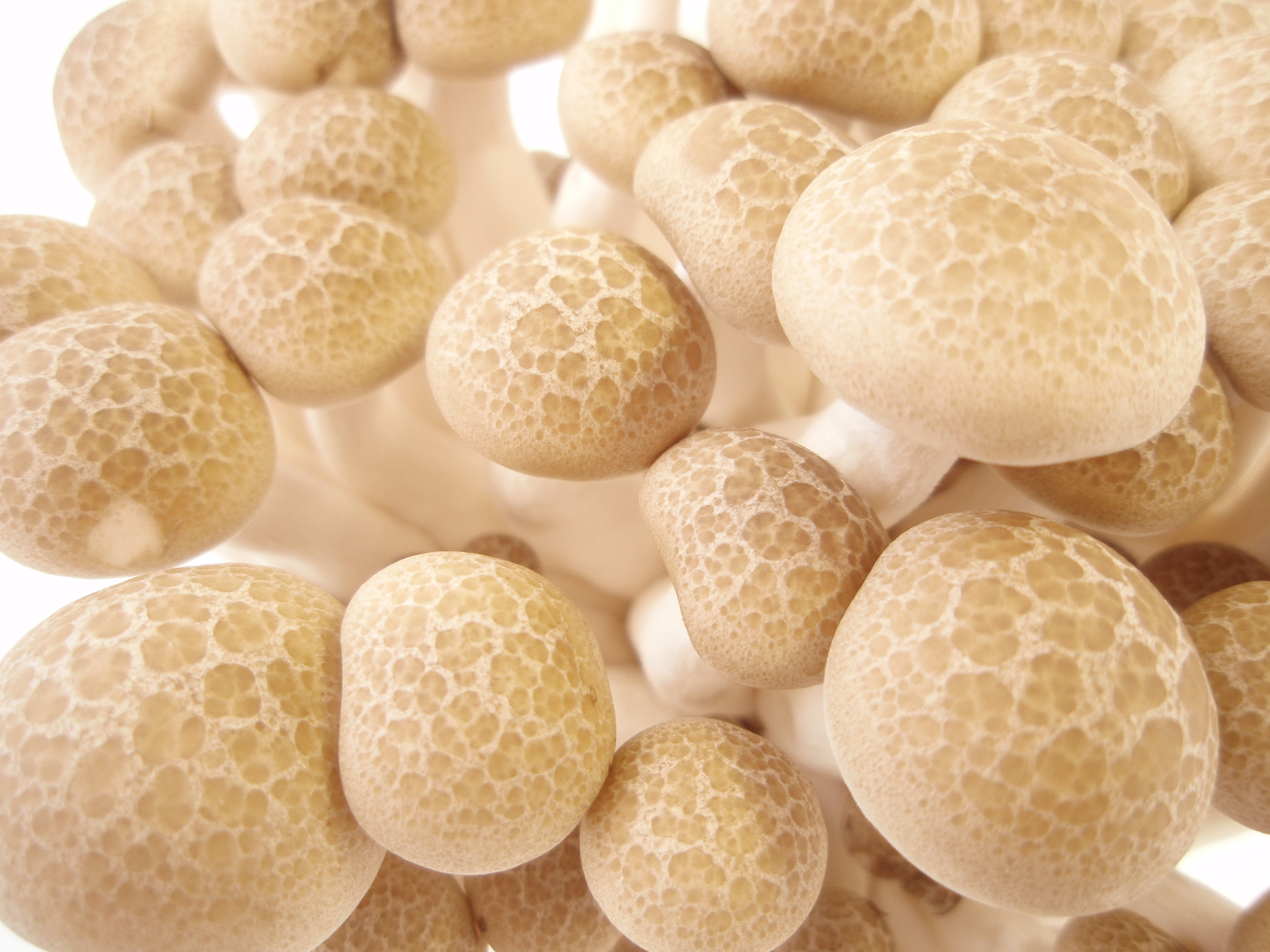
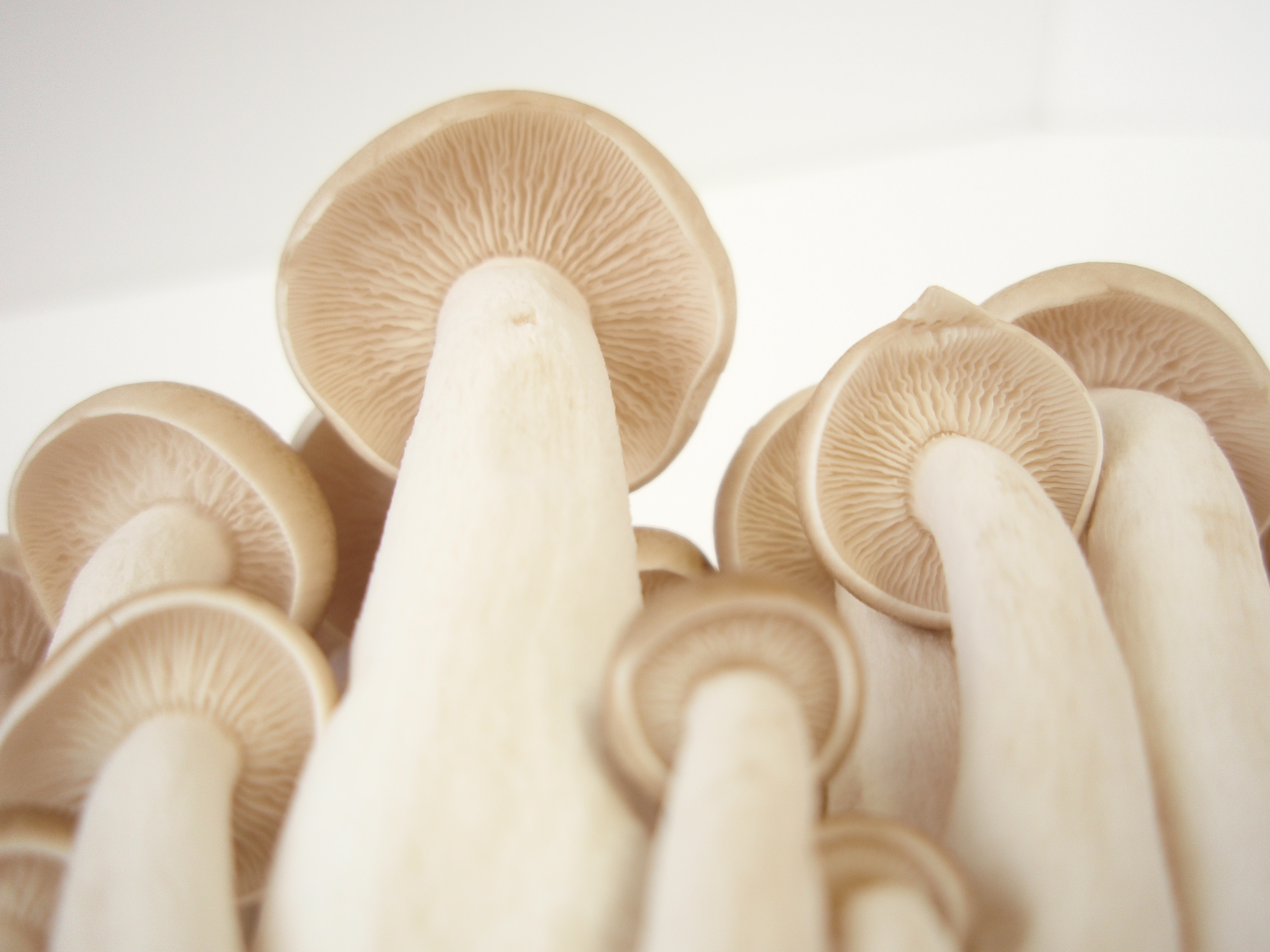
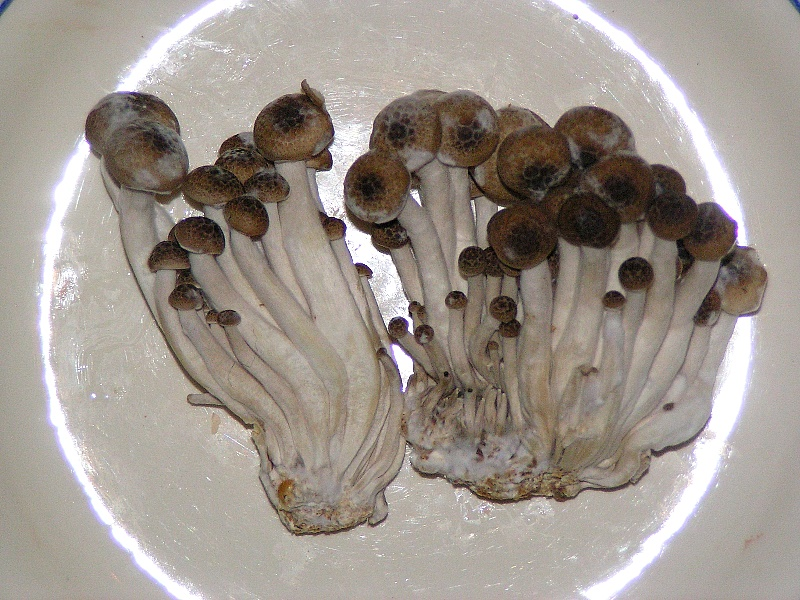
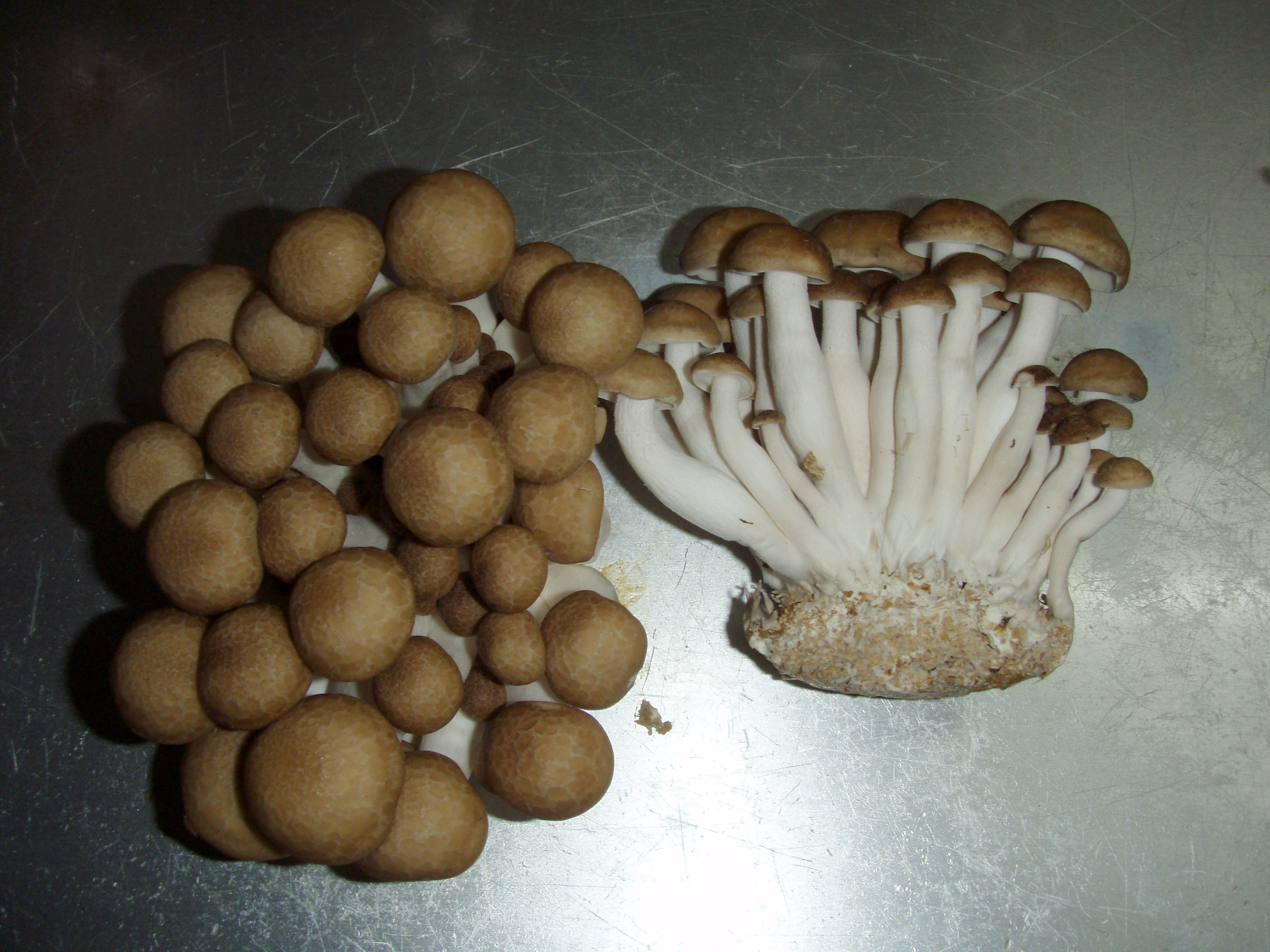
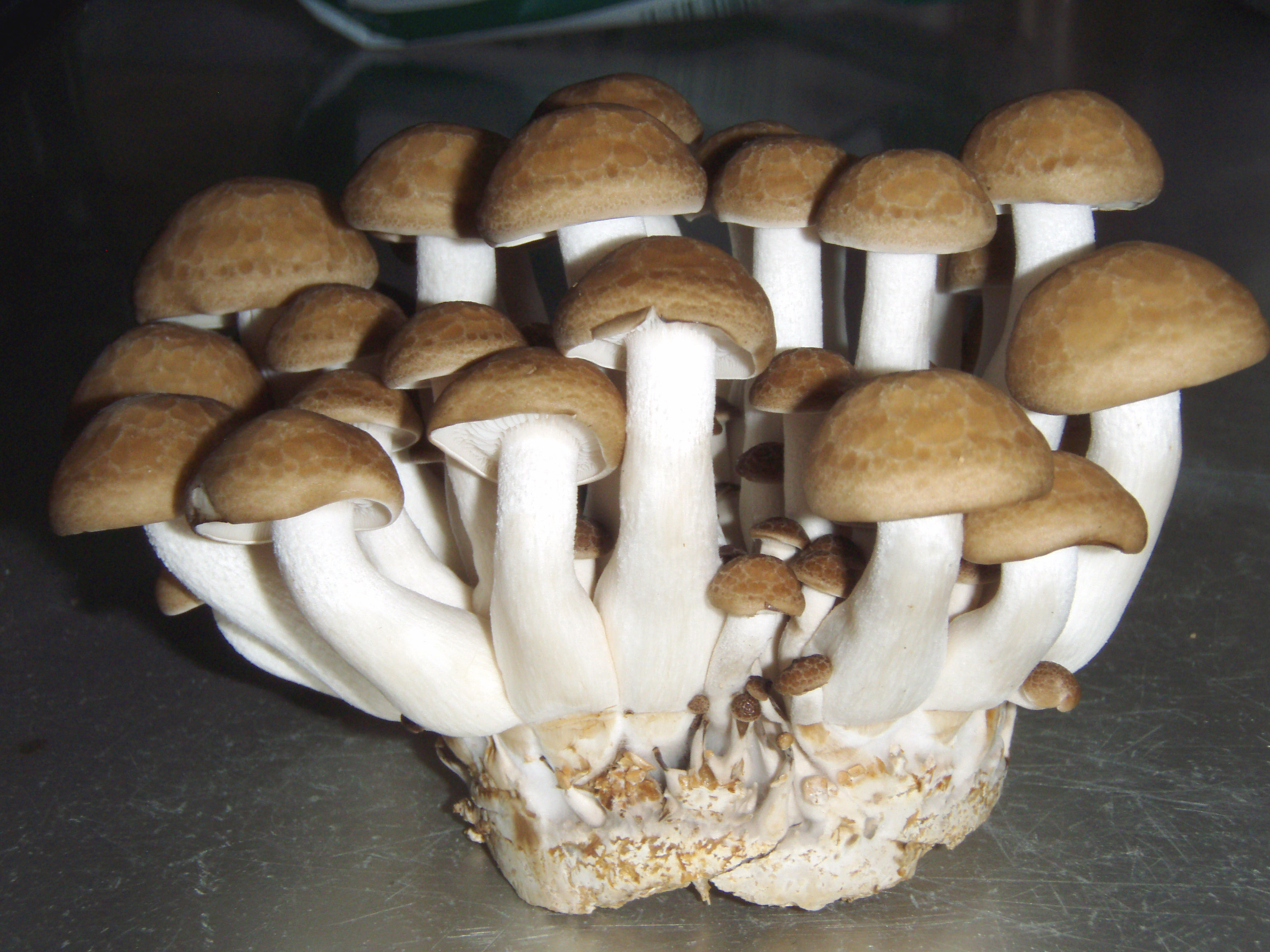
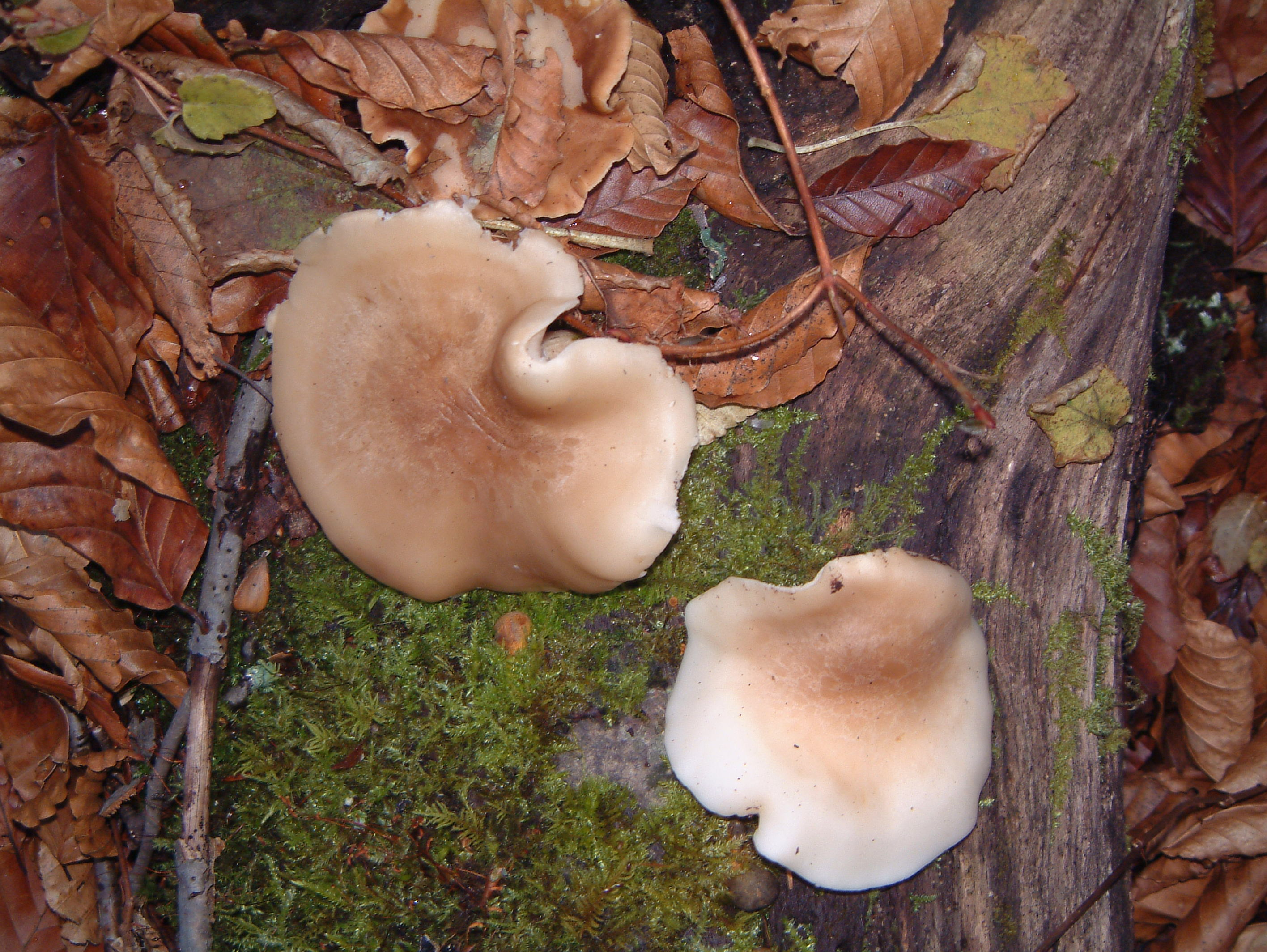
В диком виде (Япония)
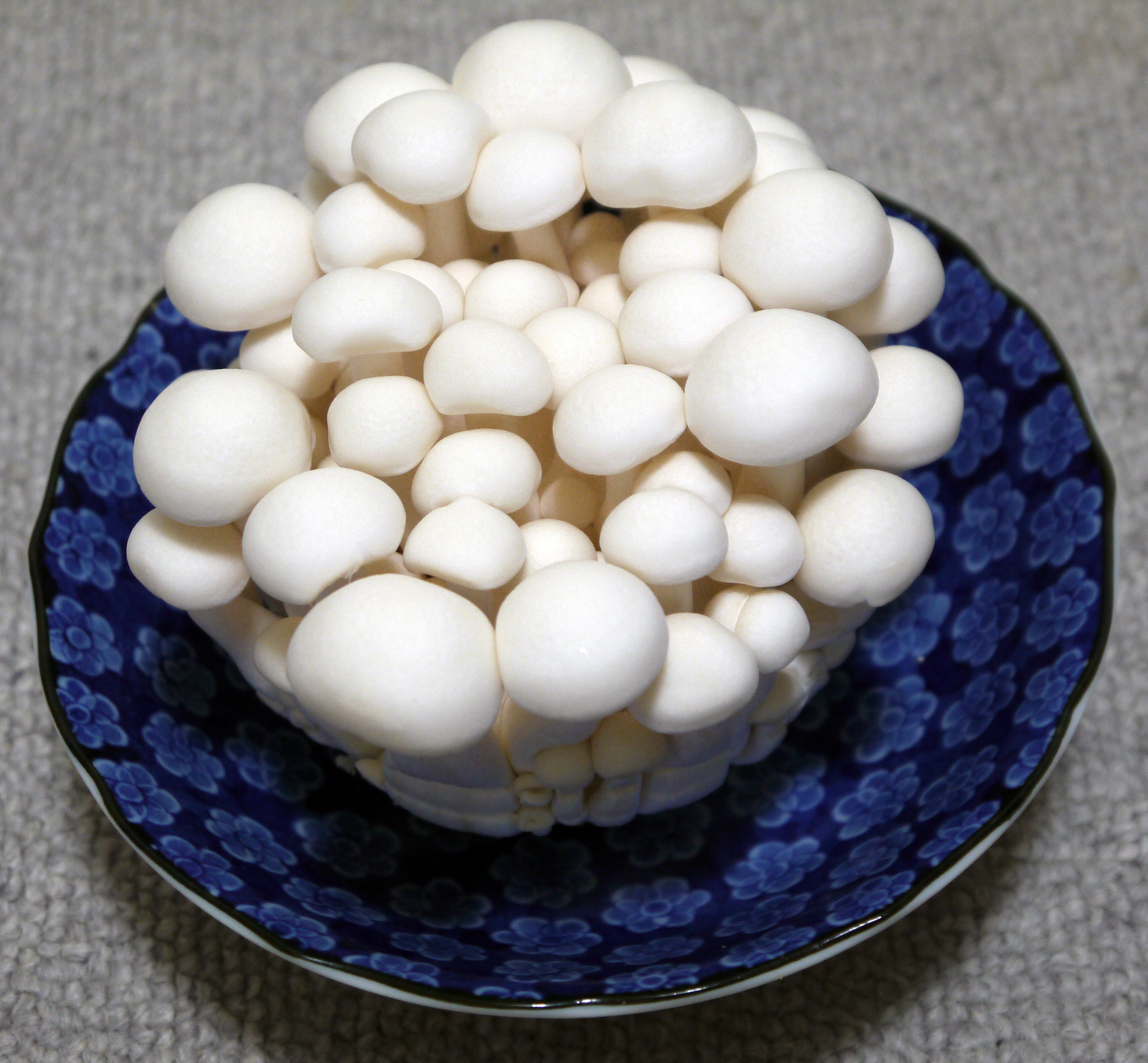